# Новопражская поселковая община
Новопражская поселковая община (укр. Новопразька селищна громада) — территориальная община в Александрийском районе Кировоградской области Украины.
Административный центр — посёлок Новая Прага.
Население составляет 6893 человек. Площадь — 379,28 км².
Община создана 9 февраля 2018 года, путём объединения территорий Новопражского поселкового и Шаровского сельского советов Александрийского района, а также Пантазиевского сельского совета Знаменского района Кировоградской области. Позже в состав общины вошла территория Светлопольского сельского совета Александрийского района.

## Населённые пункты
В состав общины входит 3 посёлок и 9 сёл:
- Посёлок Новая Прага
  - Александро-Пащенково
  - Григоровка
  - Лозоватка
  - Светлополь
- Пантазиевский старостинский округ:
  - Веселка
  - Пантазиевка
  - Троянка
  - Шевченково
- Шаровский старостинский округ:
  - Посёлок Гаёвое
  - Посёлок Квитневое
  - Шаровка